# Protestas en Jordania de 2022
Las protestas de 2022 en Jordania son una serie de protestas que comenzaron en Jordania el 15 de diciembre de 2022 contra el aumento de los precios de la gasolina.

## Manifestaciones
Ha habido informes de policías antidisturbios lanzando gases lacrimógenos durante las protestas. Los jóvenes se enfrentaron con la policía al noreste de Amán. Manifestantes organizados en el barrio de Tafiyla de Amán, donde la policía se enfrentó con manifestantes que gritaban consignas antigubernamentales. Los jóvenes quemaron neumáticos en una carretera principal entre Amán y el Mar Muerto, interrumpiendo el tráfico, y las carreteras que unen Amán con Irbid y Karak fueron cerradas1. Los jóvenes también se enfrentaron con la policía en varios barrios de Irbid y arrojaron piedras en localidades más pequeñas. Algunos manifestantes amenazaron con realizar protestas callejeras.

## Víctimas
Hasta el momento, un alto oficial de policía ha muerto tras recibir un disparo en la cabeza, y otros tres han muerto en una redada para arrestar a los sospechosos. Uno de los sospechosos, descrito como un "combatiente", fue asesinado..